# بالیک (هوپا)
بالیک (به لاتین: Balık) یک منطقهٔ مسکونی در ترکیه است که در هوپا واقع شده‌است. بالیک ۲۱۴ نفر جمعیت دارد.